# Caso de la FMC
Caso de la FMC (Caso de la Federación de Municipios de Cataluña, caso de las dietas de la Federación de Municipios de Catalunya, caso de los sobresueldos) es una pieza separada del Caso Mercurio. 

## Cronología
El 3 de julio de 2014, la Plataforma Sabadell Lliure de Corrupció, acusación popular en el caso Mercurio, hizo público los sobresueldos, en concepto de dietas y desplazamientos, de 44 alcaldes catalanes investigados que forman parte de la Federación de Municipios de Cataluña (FMC). Los sobresueldos sumarían unos 200.000 euros. La plataforma  recibió la lista de los Mozos de Escuadra a través de la interlocutoria facilitada por el juez esa semana. Los sueldos pertenecen a los años 2011 y 2012 de alcaldes de toda Cataluña y de cinco partidos políticos (PSC, ERC, CiU, PPC e ICV).
Al día siguiente, la Fiscalía Anticorrupción pidió la imputación de los 44 alcaldes para determinar si las dietas pagadas por la Federación de Municipios de Catalunya eran ilegales. El 7 de julio, Manuel Bustos abandonó la política. La mayoría de alcaldes implicados devolvieron el dinero o lo ingresaron en una cuenta bancaria esperando el desarrollo de la instrucción del procedimiento.

## Imputados
De la lista inicial de 44 alcaldes publicada por la plataforma, el 24 de julio fueron imputados 39 de estos alcaldes y el exsecretario de la FMC.
Expresidente de la FMC
1. Manuel Bustos, exalcalde de Sabadell (PSC): 23.964 euros

Presidente actual de la FMC
1. Xavier Amor, alcalde de Pineda de Mar (PSC): 3.333 euros

Vicepresidentes de la FMC
1. Núria Marín, alcaldesa de Hospitalet de Llobregat (PSC): 7.500 euros
2. David Rodríguez, alcalde de Solsona (ERC): 7.500
3. Lluís Tejedor, alcalde de El Prat de Llobregat (ICV): 12.870
4. Josep Fèlix Ballesteros, alcalde de Tarragona (PSC): 5.397 euros
5. Miquel Arisa, alcalde de Centellas (PSC): 10.648 euros
6. Joan Mora, alcalde de Mataró (CiU): 5.000 euros

Vocales
1. Isabel García, alcaldesa de Santa Perpetua de Mogoda (ICV): 3.333 euros
2. Teo Romero, alcalde de Igualada (PSC): 3.333 euros
3. Montserrat Mundi, alcaldesa de San Quirico de Tarrasa (CiU): 3.575 euros
4. Jordi San José, alcalde de Sant Feliu de Llobregat (ICV-ISF-E): 3.333 euros
5. Joan Castaño, alcalde de Sant Celoni (PSC): 3.333 euros
6. Ana María del Puy del Frago, alcaldesa de Barberá del Vallés (PSC): 3.333 euros
7. Carmen García, alcaldesa de Rubí (PSC): 5.720 euros
8. Luis F. Caldentey, alcalde de Pontons (PP): 5.199 euros
9. Josep M. Freixanet, alcalde de Olost (OISC-AM): 5.720 euros
10. Juan Miguel i Rodríguez, alcalde de Monistrol de Montserrat (ERC-AM): 3.333 euros
11. Mireia Solsona, alcaldesa de Matadepera (CIU): 2.083 euros
12. Martí Pujol, alcalde de Llinars del Vallés (ERC): 3.333 euros
13. Xavier Casoliva, alcalde de Guisona (ERC): 3.333 euros
14. Esther Pujol, alcaldesa de Tiana (PSC). 3.333 euros
15. Maria J. Beltran, alcaldesa de Tivenys (PSC): 4.825 euros
16. Víctor Orrit, alcalde de Tremp (PSC): 2.249 euros
17. Estanislau Puig, alcalde de la Escala (PSC) 2.083 euros
18. Joaquim Balsera, exalcalde de Gavá (PSC): 5.720 euros

De la antigua dirección (2007-2011)
1. Ivan Arcas, exalcalde de Molins de Rey (ICV): 1.326 euros
2. Iolanda Pineda, exalcaldesa de Salt (PSC): 1.326 euros
3. Anna Pagans, exalcaldesa de Gerona (PSC): 1.989 euros
4. Lluís Miquel Pérez, exalcalde de Reus (PSC): 2.283 euros
5. Joan Antoni Baron, exalcalde de Mataró (PSC): 1.326 euros[8][9][10][2]

## Aforados
Cuatro de los alcaldes son aforados por ser diputados, y no pudieron ser imputados por el juzgado de Sabadell.
1. Teresa Jordà, (exalcaldesa de Ripoll), diputada de ERC en el Congreso de los Diputados.
2. Josep Cosconera, diputado de ERC en el Parlament de Cataluña y exalcalde de Guissona.
3. Carles Pellicer, alcalde de Reus (CiU): 5.000 euros. Diputado de CiU en el Parlament de Cataluña.
4. Manuel Reyes, alcalde de Castelldefels (PP): 5.000 euros. Diputado del PP en el Parlament.[11][6]